# Renny Quow
Renny Quow (1987. augusztus 25. –) trinidadi atléta.
2006-ban aranyérmes lett a junior atlétikai világbajnokságon a négyszáz méteres síkfutás számában. 2009-ben a berlini világbajnokságon bronzérmesként zárt az amerikai LaShawn Merritt és a szintén amerikai Jeremy Wariner mögött. A váltóval 2015-ben ezüst-, 2017-ben aranyérmet nyert.

## Egyéni legjobbjai
Szabadtér
- 200 méter - 20,61
- 300 méter - 32,55
- 400 méter - 44,53

fedett
- 200 méter - 47,22